# Eristalis texana
Eristalis texana is een vliegensoort uit de familie van de zweefvliegen (Syrphidae). De wetenschappelijke naam van de soort werd in 1925 gepubliceerd door Frank Montgomery Hull. Het holotype van de naam, een vrouwtje, werd in 1921 verzameld bij Coyote Lake in Bailey County, Texas. De soort is vernoemd naar die staat. Hull publiceerde de naam als Eristalis texanus. Uit de namen van andere soorten die hij in het geslacht Eristalis plaatste is duidelijk dat hij het grammaticaal geslacht van de naam als mannelijk opvatte. In 2006 werd in ICZN Opinion 2153 bepaald dat het grammaticaal geslacht van Eristalis vrouwelijk is.